# Lijst van rijksmonumenten in de Oostelijke Eilanden en Kadijken
Een overzicht van rijksmonumenten in de stad Amsterdam. Van de 7324 inschrijvingen (inclusief onderdelen van objecten) in Amsterdam liggen er 160 in de buurtcombinatie "Oostelijke Eilanden / Kadijken".
| Object                                                                               | Oorspronkelijke functie?  | Bouwjaar                                | Architect                 | Locatie                        | Coördinaten?                  | Nr.?   | Afbeelding                                              |
| ------------------------------------------------------------------------------------ | ------------------------- | --------------------------------------- | ------------------------- | ------------------------------ | ----------------------------- | ------ | ------------------------------------------------------- |
| De Gooyer                                                                            | Industrie- en poldermolen | 1814                                    |                           | Funenkade 5                    | 52° 22' 1" NB, 4° 55' 34" OL  | 1107   | Meer afbeeldingen                                       |
| Hoekhuis met gevel onder rechte lijst                                                | Gebouw                    | 18e/19e eeuw                            |                           | Tussen Kadijken 17             | 52° 22' 10" NB, 4° 54' 52" OL | 2073   | Hoekhuis met gevel onder rechte lijst                   |
| Pand met halsgevel                                                                   | Gebouw                    | 18e eeuw                                |                           | Laagte Kadijk 5                | 52° 22' 12" NB, 4° 54' 45" OL | 2090   | Pand met halsgevel                                      |
| Pand met zeer eenvoudige klokgevel onder rollagen                                    | Gebouw                    | 18e eeuw                                |                           | Laagte Kadijk 7                | 52° 22' 12" NB, 4° 54' 45" OL | 2091   | Pand met zeer eenvoudige klokgevel onder rollagen       |
| Pand met zeer eenvoudige klokgevel onder rollagen                                    | Gebouw                    | 18e eeuw                                |                           | Laagte Kadijk 8                | 52° 22' 12" NB, 4° 54' 45" OL | 2092   | Pand met zeer eenvoudige klokgevel onder rollagen       |
| Pand met zeer eenvoudige klokgevel onder rollagen                                    | Gebouw                    | 17e eeuw                                |                           | Laagte Kadijk 9                | 52° 22' 12" NB, 4° 54' 46" OL | 2093   | Pand met zeer eenvoudige klokgevel onder rollagen       |
| Pand met halsgevel                                                                   | Gebouw                    | eerste of tweede kwart 18e eeuw         |                           | Laagte Kadijk 15A              | 52° 22' 11" NB, 4° 54' 47" OL | 2094   | Pand met halsgevel                                      |
| Huis met latere puntgevel                                                            | Gebouw                    | 18e eeuw                                |                           | Laagte Kadijk 29               | 52° 22' 10" NB, 4° 54' 50" OL | 2095   | Huis met latere puntgevel                               |
| Pand, vanwege de zandstenen onderdelen van de gevelhals                              | Gebouw                    | tweede kwart 18e eeuw                   |                           | Tussen Kadijken 3              | 52° 22' 10" NB, 4° 54' 52" OL | 2096   | Meer afbeeldingen                                       |
| Pand, vanwege de zandstenen onderdelen van de gevelhals en de gevelsteen             | Gebouw                    | tweede kwart 18e eeuw                   |                           | Tussen Kadijken 3              | 52° 22' 10" NB, 4° 54' 52" OL | 2097   | Meer afbeeldingen                                       |
| Pand, vanwege de zandstenen onderdelen van de gevelhals                              | Gebouw                    | tweede kwart 18e eeuw                   |                           | Tussen Kadijken 5              | 52° 22' 10" NB, 4° 54' 52" OL | 2098   | Meer afbeeldingen                                       |
| Pand met halsgevel                                                                   | Gebouw                    | tweede kwart 18e eeuw                   |                           | Tussen Kadijken 8A             | 52° 22' 10" NB, 4° 54' 53" OL | 2099   | Meer afbeeldingen                                       |
| Pand met halsgevel                                                                   | Woonhuis                  | tweede kwart 18e eeuw                   |                           | Tussen Kadijken 16             | 52° 22' 10" NB, 4° 54' 53" OL | 2100   | Meer afbeeldingen                                       |
| Pand met halsgevel                                                                   | Gebouw                    | tweede kwart 18e eeuw                   |                           | Tussen Kadijken 24             | 52° 22' 10" NB, 4° 54' 53" OL | 2101   | Meer afbeeldingen                                       |
| Voormalig hoofdgebouw van Entrepotdok                                                | Gebouw                    | 1828/30                                 | J. de Greef               | Kadijksplein 1                 | 52° 22' 12" NB, 4° 54' 41" OL | 2103   | Meer afbeeldingen                                       |
| Scharrebiersluis                                                                     | Brug                      | 1906                                    |                           | Kadijiksplein/brgnr 278        | 52° 22' 13" NB, 4° 54' 42" OL | 518406 | Meer afbeeldingen                                       |
| Pand met gevel onder rechte lijst met consoles                                       | Gebouw                    | 18e eeuw derde kwart 19e eeuw           |                           | Kadijksplein 8                 | 52° 22' 13" NB, 4° 54' 44" OL | 2104   | Pand met gevel onder rechte lijst met consoles          |
| Pand met gevel onder klokvormige top met rollagen en fronton                         | Gebouw                    | 18e/19e eeuw                            |                           | Kadijksplein 9                 | 52° 22' 13" NB, 4° 54' 44" OL | 2105   | Meer afbeeldingen                                       |
| Pand met halsgevel                                                                   | Gebouw                    | ca. 1725                                |                           | Kadijksplein 10                | 52° 22' 13" NB, 4° 54' 44" OL | 2106   | Meer afbeeldingen                                       |
| Pand met halsgevel                                                                   | Gebouw                    | tweede kwart 18e eeuw                   |                           | Kadijksplein 15A               | 52° 22' 13" NB, 4° 54' 45" OL | 2107   | Pand met halsgevel                                      |
| Pand met gevel onder klokvormige, topachtig verhoogde gebeeldhouwde zandstenen lijst | Gebouw                    | tweede kwart 18e eeuw                   |                           | Kadijksplein 16A               | 52° 22' 13" NB, 4° 54' 45" OL | 2108   | Meer afbeeldingen                                       |
| Pand met gevel onder rechte lijst                                                    | Gebouw                    | 18e/19e eeuw                            |                           | Kattenburgergracht 5A          | 52° 22' 15" NB, 4° 54' 60" OL | 2199   | Meer afbeeldingen                                       |
| Pand met gevel onder rechte lijst                                                    | Gebouw                    | 19e eeuw                                |                           | Kattenburgergracht 7A          | 52° 22' 14" NB, 4° 55' 0" OL  | 2200   | Meer afbeeldingen                                       |
| Pand met trapgevel met cartouche- en andere gevelstenen en twee oeils-de-boeuf       | Gebouw                    | 1663                                    |                           | Kattenburgergracht 9A          | 52° 22' 14" NB, 4° 55' 0" OL  | 2201   | Meer afbeeldingen                                       |
| Pand met gevel met houten pui, daarboven vernieuwd onder rechte lijst                | Gebouw                    | 1663                                    |                           | Kattenburgergracht 11A         | 52° 22' 14" NB, 4° 55' 1" OL  | 2202   | Meer afbeeldingen                                       |
| Pand met gevel met houten pui onder klokvormige rollagentop                          | Gebouw                    | 1663                                    |                           | Kattenburgergracht 13A         | 52° 22' 14" NB, 4° 55' 1" OL  | 2203   | Meer afbeeldingen                                       |
| 's Lands Zeemagazijn                                                                 | Gebouw                    | 1656-1657 1791 (hersteld na brand)      | Daniël Stalpaert          | Kattenburgerplein 1            | 52° 22' 18" NB, 4° 54' 52" OL | 2205   | Meer afbeeldingen                                       |
| 's Lands Werf                                                                        | Gebouw                    | derde kwart 17e eeuw                    |                           | Kattenburgerstraat 7           | 52° 22' 29" NB, 4° 55' 15" OL | 2206   | Meer afbeeldingen                                       |
| Pand met gevel onder in het midden verhoogde lijst met consoles                      | Gebouw                    | derde kwart 19e eeuw                    |                           | Oostenburgergracht 1A          | 52° 22' 9" NB, 4° 55' 15" OL  | 3956   | Meer afbeeldingen                                       |
| Pand met gevel onder rechte lijst en dakvoorschot                                    | Gebouw                    | 18e eeuw derde kwart 19e eeuw           |                           | Oostenburgergracht 11A         | 52° 22' 9" NB, 4° 55' 16" OL  | 3957   | Meer afbeeldingen                                       |
| Huis, wegens de zandstenen onderdelen van de gevelhals                               | Gebouw                    | ca. 1750                                |                           | Oostenburgergracht 35A-D en 37 | 52° 22' 8" NB, 4° 55' 18" OL  | 3958   | Meer afbeeldingen                                       |
| Lijnbaan                                                                             | Industrie                 | 1660                                    |                           | Oostenburgergracht 75          | 52° 22' 6" NB, 4° 55' 25" OL  | 3959   | Meer afbeeldingen                                       |
| Admiraliteitslijnbaan                                                                | Gebouw                    | 1660                                    |                           | Oostenburgergracht 79          | 52° 22' 5" NB, 4° 55' 29" OL  | 3960   | Meer afbeeldingen                                       |
| Mariniersbrug                                                                        | Brug                      | 1935                                    |                           | Dijksgracht/Kattenburgstr      | 52° 22' 23" NB, 4° 55' 19" OL | 518382 | Meer afbeeldingen                                       |
| Entrepotdoksluis                                                                     | Brug                      | 1903                                    |                           | Hoogtekadijk/brugnr. 80        | 52° 22' 8" NB, 4° 54' 55" OL  | 518397 | Meer afbeeldingen                                       |
| Hallen van Stork                                                                     | Industrie                 | 1897-1898                               |                           | Oostenburgervoorstraat bij 181 | 52° 22' 14" NB, 4° 55' 24" OL | 518492 | Meer afbeeldingen                                       |
| Voormalige brouwerij de Parel                                                        | Gebouw                    | derde kwart 17e eeuw                    |                           | Wittenburgergracht 3           | 52° 22' 13" NB, 4° 55' 4" OL  | 6440   | Meer afbeeldingen                                       |
| Pand met halsgevel                                                                   | Gebouw                    | eerste of tweede kwart 18e eeuw         |                           | Wittenburgergracht 119         | 52° 22' 12" NB, 4° 55' 6" OL  | 6441   | Pand met halsgevel                                      |
| Pand met puntgevel onder zandstenen banden met knobbels                              | Gebouw                    | 1663                                    |                           | Wittenburgergracht 143         | 52° 22' 12" NB, 4° 55' 7" OL  | 6442   | Pand met puntgevel onder zandstenen banden met knobbels |
| Hoekhuis, gevel xvii, verhoogd                                                       | Gebouw                    | 17e/19e eeuw                            |                           | Wittenburgergracht 169         | 52° 22' 12" NB, 4° 55' 8" OL  | 6443   | Hoekhuis, gevel xvii, verhoogd                          |
| Oosterkerk                                                                           | Kerk en kerkonderdeel     | 1669-1671                               | mogelijk Adriaan Dortsman | Kleine Wittenburgerstraat 1    | 52° 22' 12" NB, 4° 55' 9" OL  | 6444   | Meer afbeeldingen                                       |
| Complex etagewoningen                                                                | Gebouw                    | 17e eeuw (kern) 19e eeuw (lijst)        |                           | Wittenburgergracht 199         | 52° 22' 11" NB, 4° 55' 11" OL | 6445   | Meer afbeeldingen                                       |
| Complex etagewoningen                                                                | Gebouw                    | 17e eeuw (kern) midden 19e eeuw (lijst) |                           | Wittenburgergracht 205         | 52° 22' 11" NB, 4° 55' 11" OL | 6446   | Meer afbeeldingen                                       |
| Pand met halsgevel                                                                   | Gebouw                    | eerste of tweede kwart 18e eeuw         |                           | Wittenburgergracht 213         | 52° 22' 11" NB, 4° 55' 11" OL | 6447   | Meer afbeeldingen                                       |
| Pand met halsgevel                                                                   | Gebouw                    | eerste of tweede kwart 18e eeuw         |                           | Wittenburgergracht 221         | 52° 22' 11" NB, 4° 55' 12" OL | 6448   | Meer afbeeldingen                                       |
| Huis met eenvoudige halsgevel                                                        | Gebouw                    | 17e/18e eeuw                            |                           | Wittenburgergracht 247         | 52° 22' 10" NB, 4° 55' 13" OL | 6449   | Meer afbeeldingen                                       |
| Huis, vanwege de zandstenen onderdelen van de gevelhals                              | Gebouw                    | eerste of tweede kwart 18e eeuw         |                           | Wittenburgergracht 291         | 52° 22' 10" NB, 4° 55' 14" OL | 6450   | Meer afbeeldingen                                       |
| Huis met gevel onder rechte lijst waarboven een dakvoorschot                         | Gebouw                    | 18e/19e eeuw                            |                           | Wittenburgergracht 297         | 52° 22' 10" NB, 4° 55' 14" OL | 6451   | Meer afbeeldingen                                       |